# Entedon stephanopachi
Entedon stephanopachi är en stekelart som beskrevs av Heqvist 1959. Entedon stephanopachi ingår i släktet Entedon och familjen finglanssteklar.
Artens utbredningsområde är Sverige. Arten är reproducerande i Sverige. Inga underarter finns listade i Catalogue of Life.